# Nuncjatura Apostolska w Senegalu
Nuncjatura Apostolska w Senegalu – misja dyplomatyczna Stolicy Apostolskiej w Senegalu. Siedziba nuncjusza apostolskiego mieści się w Dakarze. Obecnym nuncjuszem jest Amerykanin abp Michael Banach. Pełni on swą funkcję od 19 marca 2016.
Nuncjusze apostolscy w Senegalu akredytowani są również w:
- Gwinei-Bissau (od 1975 jako delegaci i od 1987 jako (pro)nuncjusze)
- Wyspach Zielonego Przylądka (od 1977 jako (pro)nuncjusze)

oraz pełnią funkcję delegatów apostolskich w Mauretanii (od 1973).

## Historia
Delegaturę Apostolską w Afryce Francuskiej z siedzibą w Dakarze utworzył papież Pius XII w 1948. W 1961 papież Paweł VI wyniósł ją do rangi internuncjatury (zmieniając nazwę na obecną) a w 1966 nuncjatury.
W latach 1959–1973 papiescy przedstawiciele w Dakarze byli również delegatami apostolskimi Zachodniej Afryki. W latach 1973–2007 byli również delegatami apostolskimi (do 1980) a następnie (pro)nuncjuszami w Mali.

## Szefowie misji dyplomatycznej Stolicy Apostolskiej w Senegalu

### Delegaci apostolscy
- abp Marcel Lefebvre CSSP (1948–1959) Francuz; wikariusz apostolski a od 1955 arcybiskup Dakaru
- abp Émile André Jean-Marie Maury (1959–1961) Francuz

### Internuncjusz apostolski
- abp Émile André Jean-Marie Maury (1961–1965) Francuz

### Pronuncjusze apostolscy
- abp Giovanni Benelli (1966–1967) Włoch
- abp Giovanni Mariani (1967–1975) Włoch; także pronuncjusz w: Nigrze (od 1971), Dahomeju (1972–1973), Wybrzeżu Kości Słoniowej (1972–1973) i Górnej Wolcie (od 1973)
- abp Luigi Barbarito (1975–1978) Włoch; także pronuncjusz w Nigrze i Górnej Wolcie
- abp Luigi Dossena (1978–1985) Włoch; także pronuncjusz w Nigrze i Górnej Wolcie (w obu do 1979)
- abp Pablo Puente Buces (1986–1989) Hiszpan
- abp Antonio Maria Vegliò (1989–1994) Włoch

### Nuncjusze apostolscy
- abp Antonio Maria Vegliò (1994–1997) Włoch
- abp Jean-Paul Gobel (1997–2001) Francuz
- abp Giuseppe Pinto (2001–2007) Włoch
- abp Luis Mariano Montemayor (2008–2015) Argentyńczyk
- abp Michael Banach (2016–2022) Amerykanin
- abp Waldemar Sommertag (od 2022) Polak